# Lisa-Marie Karlseng Utland
Lisa-Marie Karlseng Utland (Mo i Rana, 1992. szeptember 19. –) norvég női válogatott labdarúgó. A norvég bajnokságban szerepel, a Rosenborg támadója.

## Pályafutása

### Klubcsapatokban
2019. szeptember 9-én az angol első osztályú Readinghez igazolt.

### A válogatottban
Belgium ellen léphetett első alkalommal pályára a felnőttek között, a mérkőzés 81. percében váltotta Emilie Haavit. Részt vett a 2015-ös világbajnokságon, 2017-ben pedig az Európa-bajnokságon. A 2019-es világbajnokságon Nigéria elleni 3–0-ás győzelemből egy góllal vette ki részét.

## Sikerei

### Klubcsapatokban
Svéd bajnok (1):
- FC Rosengård (1): 2019

### A  válogatottban
Norvégia
- Algarve-kupa aranyérmes (1): 2019